# 페이지 테이블

가상 주소에 의해 주소가 지정된 페이지와 물리 메모리의 페이지 간의 관계 (단순한 주소 공간 스킴에서) 물리 메모리는 수많은 프로세스에 속하는 페이지를 포함할 수 있다. 거의 사용하지 않을 경우 페이지는 디스크에 보관할 수 있으며, 물리 메모리가 꽉차 있으면 위의 그림처럼 일부 페이지는 물리 메모리에 위치하지 않는다.

컴퓨터 과학에서 페이지 테이블(page table)은 페이징 기법에서 사용되는 자료구조로서, 프로세스의 페이지 정보를 저장하고 있는 테이블이다. 하나의 프로세스는 하나의 페이지 테이블을 가진다. 테이블은 다음과 같이 색인과 내용으로 구성되어 있다.
- 색인 : 페이지 번호.
- 내용 : 해당 페이지에 할당된 물리 메모리(프레임)의 시작 주소. 이 시작 주소와 페이지 주소를 결합하여 물리 메모리 주소를 알 수 있다.

### 페이지 테이블 엔트리
페이지 테이블 엔트리(Page Table Entry, 줄여서 PTE)는 페이지 테이블의 레코드이다.
PTE의 각 필드에는 일반적으로 다음 내용이 기록된다.
- 페이지 기본주소(Page base address)
- 플래그 비트
  - 접근 비트(Accessed bit) : 페이지에 대한 접근이 있었는지를 나타낸다.
  - 변경 비트(Dirty bit) : 페이지 내용의 변경이 있었는지를 나타낸다.
  - 존재 비트(Present bit) : 현재 페이지에 할당된 프레임이 있는지를 나타낸다.
  - 읽기/쓰기 비트(Read/Write bit) : 읽기/쓰기에 대한 권한을 표시한다.

## 같이 보기
- 페이징
- 메모리 관리
- 포인터 (프로그래밍)